# Beilschmiedia furfuracea
Beilschmiedia furfuracea är en lagerväxtart som beskrevs av Woon Young Chun och Hung T. Chang. Beilschmiedia furfuracea ingår i släktet Beilschmiedia och familjen lagerväxter. Inga underarter finns listade i Catalogue of Life.